# Eskipazar
Eskipazar è una città della Turchia, centro dell'omonimo distretto della provincia di Karabük.
Le rovine della città di Adrianopolis, antica capitale della Paflagonia, si trovano a 5 km da Eskipazar.